# Hermandad de la Expiración (Jaén)
La Real Hermandad Sacramental y Cofradía de Nazarenos del Santísimo Cristo de la Expiración, María Santísima de las Siete Palabras y San Juan Evangelista es una cofradía con sede canónica en la iglesia de San Bartolomé en la ciudad de Jaén (España). Realiza su salida procesional durante la Semana Santa jiennense, en la tarde del Jueves Santo.

## Historia
La Hermandad se fundó en el año 1761 en el Real Convento de Nuestro Seráfico Padre San Francisco de Asís, con la redacción de sus primeros estatutos, con fines piadosos. En 1762 la comunidad conventual recibe la imagen actual del Santísimo Cristo de la Expiración. En 1797 el papa Pío VI le concede una bula pontificia con indulgencias plenarias que se podían obtener al amparo del Cristo de la Expiración. La actividad de la congregación decae a raíz de la Desamortización de Mendizábal y el traslado forzoso de la cofradía a la parroquia de San Bartolomé.
En 1888 se refunda la cofradía a iniciativa del párroco de San Bartolomé, Eufrasio López Jimena, con el objetivo de dar culto a la imagen del Cristo de la Expiración resaltando Las Siete Palabras que pronunció Jesucristo en la Cruz. Por decreto, la actual hermandad se reconoce «legítimamente sucesora de la antigua cofradía del Cristo de la Expiración» y se declara erigida canónicamente en la parroquia de San Bartolomé. En 1892 la hermandad incorporó la imagen de una dolorosa y en 1894 la de San Juan Evangelista. Debido a las penurias económicas en 1917 llegan incluso a sortear un crucifijo de mármol y marfil regalo de la Infanta Isabel. Ese mismo año recibió del rey Alfonso XIII de España el título de «Real», por lo que se encuentra vinculada a la Casa Real Española.
En 1926 la cofradía comienza a hacer su estación de penitencia el Jueves Santo, hasta el inicio de la guerra civil española, en que se vio obligada a esconder la imagen de Cristo en una pequeña habitación disimulada entre los muros de la catedral hasta 1939, año en el que vuelve a procesionar siendo la primera que lo hacía en la ciudad desde 1935. En el año 2000 la hermandad recibe el título de «Sacramental».

## Iconografía
- Santísimo Cristo de la Expiración, atribuida a José de Medina en la segunda mitad del siglo XVIII.

La Expiración suple con creces ela falta de Cristos barrocos existente en Jaén y su provincia. Una obra maestra de un escultor que no debe ser otro más que José de Medina por similitud con cuanto tiene documentado dentro y fuera de Jaén, y por haber sido considerado por el hispanista René Taylor «el mejor escultor de Jaén en el siglo XVIII». Muy interesante también en cuanto se nos hace portador de tradiciones italianas de Miguel Ángel y de Alessandro Algardi.
José Domínguez Cubero

- María Santísima de la Siete Palabras, obra de Luis Álvarez Duarte en 1995. La imagen de la Virgen ha sido cambiada hasta cinco veces por diferentes causas, la primera en 1940 por un incendio que la destruyó y la última en 1995.

- San Juan Evangelista, obra de José Martínez Puerta en 1943. Sustituyó a una anterior destruida durante la guerra civil española.

|                          |
| Cristo de la Expiración. |

|                                        |
| María Santísima de las Siete Palabras. |

## Sede
La sede canónica de la hermandad es la iglesia de San Bartolomé, de origen medieval, situada en la plazoleta de su mismo nombre, próxima a la plaza de la Audiencia. Es un templo basilical de pequeñas proporciones: tres naves separadas por tres arcos formeros apuntados descansando sobre gruesas columnas y ábside circular en la cabecera.

## Paso por la carrera oficial
| Predecesor: Congregación de la Vera-Cruz | Orden de entrada en la carrera oficial (Jueves Santo) 2.º lugar | Sucesor: Hermandad del Gran Poder (Jueves Santo) |